# Onze-Lieve-Vrouwkapittel (Antwerpen)
Het Onze-Lieve-Vrouwekapittel is een rooms-katholiek kapittel dat zetelt in de Onze-Lieve-Vrouwekathedraal van Antwerpen.
Het heeft 10 kanunniken, en wordt voorgezeten door de bisschop van Antwerpen, Johan Bonny. De patroonheilige van het kapittel is Onze-Lieve-Vrouw Ten Hemel Opgenomen, en ze zijn bekend als de "Canonici Sancte Maria". Het kapittel werd terug opgericht door paus Paulus VI, kort na de heroprichting van het bisdom. De wapenspreuk van het kapittel is: "Pax in virtute".

## Actuele leden
- Kanunnik Bart Paepen, deken van het kapittel en bisschoppelijk vicaris, pastoor van de kathedraal van Antwerpen.
- Kanunnik Hendrik Hoet, secretaris van het kapittel, diocesaan verantwoordelijke voor de permanent diakens, de oecumene en interreligieuze dialoog, en voor de katholieke gemeenschappen van internationale oorsprong, voormalig bisschoppelijk vicaris
- Kanunnik Wim Selderslaghs, penningmeester van het kapittel en bisschoppelijk vicaris
- Kanunnik Rik Aegten, voormalig vicaris-generaal
- Kanunnik Luc de Fleurquin, juridisch raadgever bij de diocesane dienst voor canoniek recht, voormalig bisschoppelijk vicaris
- Kanunnik Walter De Winter, pastoor in de federatie Niel-Schelle-Hemiksem, voormalig bisschoppelijk vicaris
- Kanunnik Jan Schrooten, afgevaardigde van de Belgische kerkprovincie bij de Europese conferentie van Kerkmuziekorganisaties, ere-kapelmeester van de kathedraal
- Kanunnik Frans Van Steenbergen, prof.em. diocesaan seminarie

## Oud-leden
- Kanunnik Floris Prims, stadsarchivaris
- Kanunnik Gabriël Striels, oud-kapelmeester
- Kanunnik Louis De Belder (Reet, 7 april 1931 - Wilrijk, 3 februari 2017), oud-deken van het kapittel
- Kanunnik Karel Matheussen (Oevel, 3 mei 1928 - Antwerpen, 3 juli 2016), voormalig bisschoppelijk vicaris
- Kanunnik Michel Van Bostraeten, voormalig vicaris-generaal
- Kanunnik Emiel Janssen (Rijkevorsel, 9 november 1926 - Antwerpen, 31 mei 2017), voormalig vicaris-generaal en oud-deken van het kapittel
- Kanunnik Robert Matthieu, voormalig diocesaan directeur van Caritas Catholica
- Kanunnik Pol Vinken, pastoor Schoten (België) (overleden op 4 mei 2016)
- Kanunnik Louis Van Lommel, plebaan (voormalig pastoor van de kathedraal), voormalig vicaris-generaal (overleden op 10 april 2019)